# 卡尔片科沃农村居民点
卡尔片科沃农村居民点（俄语：Карпенковское сельское поселение）是俄罗斯联邦沃罗涅日州卡缅卡区所属的一个农村居民点。其下辖有7个居民点，行政中心为卡尔片科沃。据2016年统计，该农村居民点的人口为1321人。